# Ladislav Tomčko
Ladislav Tomčko (* 1. Juli 1984) ist ein slowakischer Badmintonspieler. 

## Karriere
Ladislav Tomčko gewann nach fünf Juniorentiteln in seiner Heimat 2006 seinen ersten nationalen Titel bei den Erwachsenen im Mixed mit Květoslava Orlovská. 2011 folgte ein weiterer Titelgewinn im Herrendoppel gemeinsam mit Pavel Mečár.

## Sportliche Erfolge
| Saison | Veranstaltung                                | Disziplin    | Platz | Name                                  |
| ------ | -------------------------------------------- | ------------ | ----- | ------------------------------------- |
| 2001   | Slowakei: Einzelmeisterschaften der Junioren | Mixed        | 1     | Ladislav Tomčko / Barbora Bobrovská   |
| 2001   | Slowakei: Einzelmeisterschaften der Junioren | Herreneinzel | 1     | Ladislav Tomčko                       |
| 2001   | Slowakei: Einzelmeisterschaften der Junioren | Herrendoppel | 1     | Ladislav Tomčko / Róbert Eliaš        |
| 2002   | Slowakei: Einzelmeisterschaften der Junioren | Herreneinzel | 1     | Ladislav Tomčko                       |
| 2002   | Slowakei: Einzelmeisterschaften der Junioren | Herrendoppel | 1     | Ladislav Tomčko / Róbert Eliaš        |
| 2006   | Slowakei: Einzelmeisterschaften              | Mixed        | 1     | Ladislav Tomčko / Kvetoslava Orlovská |
| 2011   | Slowakei: Einzelmeisterschaften              | Herrendoppel | 1     | Pavel Mečár / Ladislav Tomčko         |